# 彼女の友人である追いはぎ
『彼女の友人である追いはぎ』（かのじょのゆうじんであるおいはぎ、Her Friend the Bandit）は、1914年公開の短編サイレント映画。キーストン社による製作で、主演・監督はチャールズ・チャップリン。1971年に映画研究家ウノ・アスプランドが制定したチャップリンのフィルモグラフィーの整理システムに基づけば、チャップリンの映画出演16作目にあたる。しかし、この作品のフィルムは発表から100年以上経った現在に至るまで発見されておらず、チャップリン出演作品の中では唯一フィルムが現存していない作品である。

## あらすじ
カウント・デ・ビーン（チャールズ・マレイ）が山賊（チャップリン）の手に落ちた。山賊はデ・ビーンを質に取り、デ・ビーンの留守中に妻のメーベルが派手なパーティーを開いているデ・ビーン邸にフランスの貴族を装って忍び込んだ。しかし、ふるまいから次々とぼろを出して正体がばれ、パーティーに一騒動を巻き起こしたあと、山賊は警官に連行されていった。

## 作品
フィルムが現存していない作品ゆえ、どのような内容であるかは文字による情報でしか知ることができない。ケンタッキー州レキシントンで発行されている1914年6月7日付『レキシントン・ヘラルド』では「このキーストン作品は過去10年間で最もおかしく陽気な喜劇の一つで、笑いの集合体である」と書き、オレゴン州ポートランドで発行されている1914年6月14日付『オレゴニアン』は、「キーストンの提供した作品『彼女の友人である追いはぎ』は、世間を手っ取り早く笑わせる作品」と評している。しかし、こういった批評などの文字情報を残して『彼女の友人である追いはぎ』のフィルムはいつしか行方不明となった。2010年に、実質出演第4作にあたる1914年製作の『泥棒を捕まえる人』が96年ぶりに発見されて日の目を見ることになったが、『彼女の友人である追いはぎ』は依然として、その実像が文字情報でしかわからない作品となっている。
以上は『彼女の友人である追いはぎ』がチャップリン映画の一つという前提で説明したものであるが、その一方で以下の2つのことから「『彼女の友人である追いはぎ』はキーストン社の作品ではあるがチャップリン映画ではない」と見なす説もある。チャップリン自身が1914年8月に異父兄シドニー・チャップリンにあてた手紙に記された自身のフィルモグラフィーでは、『彼女の友人である追いはぎ』は題名すらあげていない。また、英国映画協会のブライオニー・ディクソン研究員が当時のキーストン社の広告を調べた結果、他のチャップリン出演作品の広告にはチャップリンの名前を載せているのに対し、『彼女の友人である追いはぎ』に限ってはチャップリンの名前が出ていないことを根拠に、チャップリンが『彼女の友人である追いはぎ』に関わっていなかったという説を提唱している。しかし、これらの説は定着したものではない。
なお、YouTubeなどで『彼女の友人である追いはぎ』としてアップロードされている映像は、ビリー・ウェストの『彼の一日の終わり』（1918年）であることがほとんどなので注意を要する。ビリー・ウェストはチャップリンの模倣俳優として成功した人物であり、髪型や仕草から利き手まで徹底的に模倣し、しかも出演者までチャップリン映画の出演者をしばしば使うなど巧みな手法でチャップリン映画の模倣を高いレベルで行っていた。輪郭が違うという点があるが作品を一見しただけでは判別がつかず、ビリー・ウェストの作品が「チャップリンの未発見初期映画」として「発見」されたこともあった。チャップリンは徹底的な訴訟攻めを行ったが、ビリー・ウェストはキャラクターが違うとして訴訟をも巧みに逃げることができた。しかし、チャップリンが1918年に『犬の生活』を発表して以降は作品のレベルがもはや模倣できる程度ではないことを悟ったのか、『チャップリンの冒険』の模倣映画を作ったあとはキャラクターを全面的に転換せざるを得なかった。

## キャスト
- チャールズ・チャップリン - 山賊
- メーベル・ノーマンド - メーベル
- チャールズ・マレイ - カウント・デ・ビーン

ほか